# Macromitrium taiheizanense
Macromitrium taiheizanense är en bladmossart som beskrevs av Noguchi 1936. Macromitrium taiheizanense ingår i släktet Macromitrium och familjen Orthotrichaceae. Inga underarter finns listade i Catalogue of Life.